# Tomás Valladares
Tomás Valladares († nach 1850) war von 7. November 1839 bis 21. September 1840 Präsident von Nicaragua.

## Leben
José Francisco Morazán Quezada ließ im April 1829 Guatemala-Stadt besetzen, José Dionisio de la Trinidad de Herrera y Díaz del Valle aus der Haft entlassen und am 12. Mai 1830 in das Amt des Supremo Gobernador der Provinz Nicaragua einsetzen. Am 1. März 1833 rief Herrera ein Parlament ein, welches ihn in dieser Funktion bestätigen sollte. Tomas Valladares kam als Delegierter zu diesem Votum. Er veröffentlichte seine abweichende Stimmabgabe und berichtete von fehlender Wahlfreiheit der Delegierten, da viele Menschen an den Abstimmungsort gekommen waren, von den Galerien Stimmung für Herrera machten und vor abweichendem Abstimmungsverhalten drohten.
1843 kommandierte Tomás Valladares als General nicaraguanische Truppen, die, bei dem Versuch Joaquín Rivera Bragas in El Salvador an die Macht zu bringen, geschlagen wurden.
Sein Sohn war Juan de la Cruz Valladares.

## Veröffentlichungen
- Tomás Ballandares: El senador que ejerce el S. P. E del  estado de Nicaragua, á los habitantes del mismo, León, 24. März 1840, nachgedruckt in Andrés Vega Bolaños, Gobernantes de Nicaragua, 82., 1944.